# Montbazon
Montbazon – miejscowość i gmina we Francji, w Regionie Centralnym, w departamencie Indre i Loara.
Według danych na rok 1990 gminę zamieszkiwały 3354 osoby, a gęstość zaludnienia wynosiła 516 osób/km² (wśród 1842 gmin Regionu Centralnego Montbazon plasuje się na 103. miejscu pod względem liczby ludności, natomiast pod względem powierzchni na miejscu 1305.).